# Yellow Pages Endeavour
Die Yellow Pages Endeavour ist ein speziell für Rekordfahrten konstruiertes Segelschiff.
Einziges Ziel dieser sehr unkonventionellen Konstruktion war es, den Geschwindigkeitsweltrekord für windgetriebene Wasserfahrzeuge (damals gehalten von einem Windsurfer) zu brechen.
Im Oktober 1993 gelang dem Australier Simon McKeon mit 46,52 Knoten (86,2 km/h) über 500 Meter am Sandy Point/Victoria der Weltrekordversuch.
Seit dem 14. Oktober 2004 war dieser Rekord allerdings wieder in Hand der Windsurfer (Finian Maynard 46,82 kn und 48,70 kn, Antoine Albeau 49,09 kn), bis 2008 der Rekord an die Kitesurfer, das Segelboot Hydroptère und die Vestas Sailrocket 2 ging.